# بارباروس خیرالدین پاشا

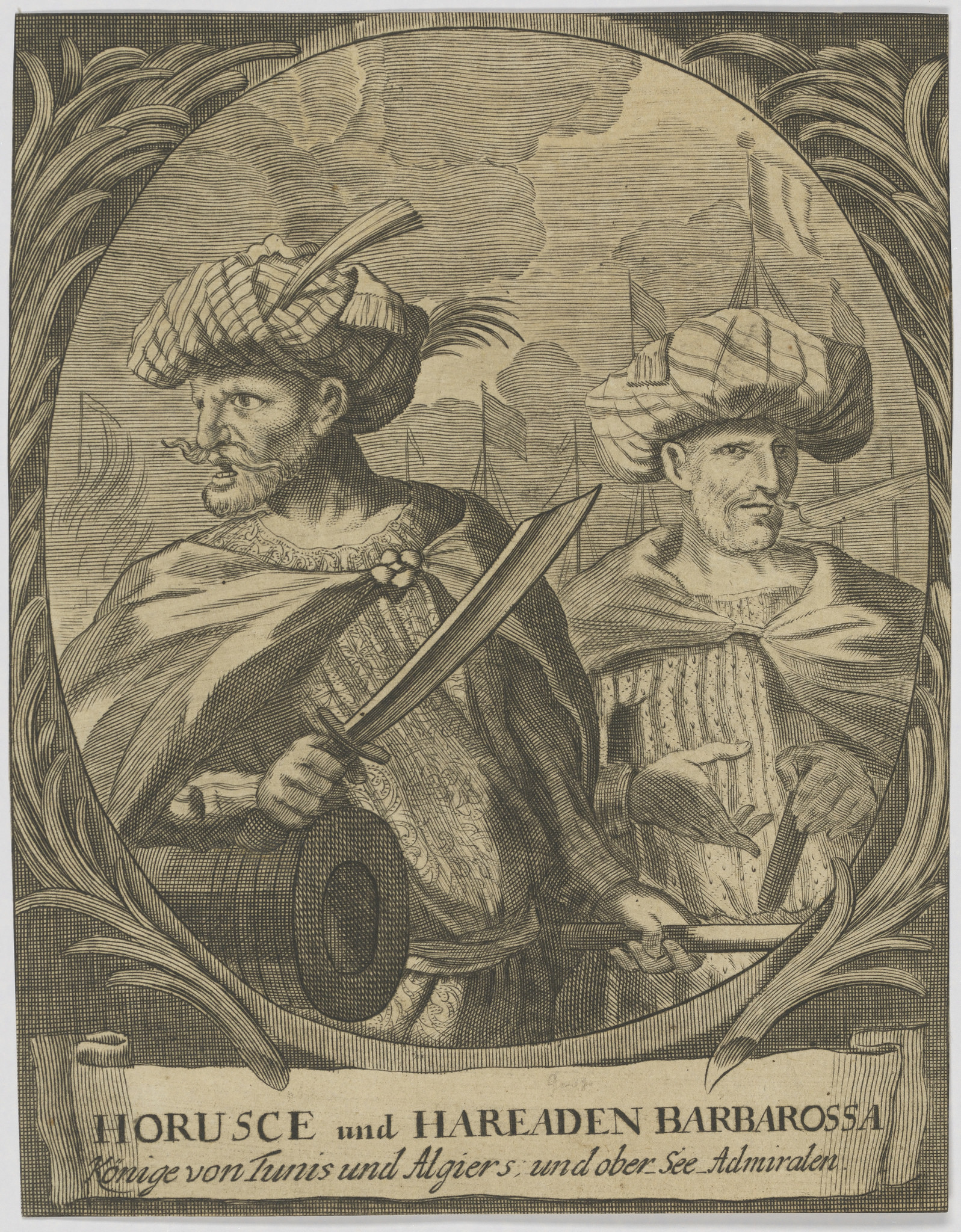
تصویری از دو برادر، خیرالدین پاشا و عروج رییس

بارباروس خیرالدین پاشا (ح. ۱۴۷۸–۴ ژوئیه ۱۵۴۶) (در ترکی استانبولی: Barbaros Hayreddin Paşa یا Hızır Hayreddin Paşa) یکی از دریاسالارهای عثمانی و از فرماندهان کشتی‌های بازرسی عثمانی بود که چندین دهه در منطقهٔ مدیترانه چیرگی داشت.

## زندگی‌نامه

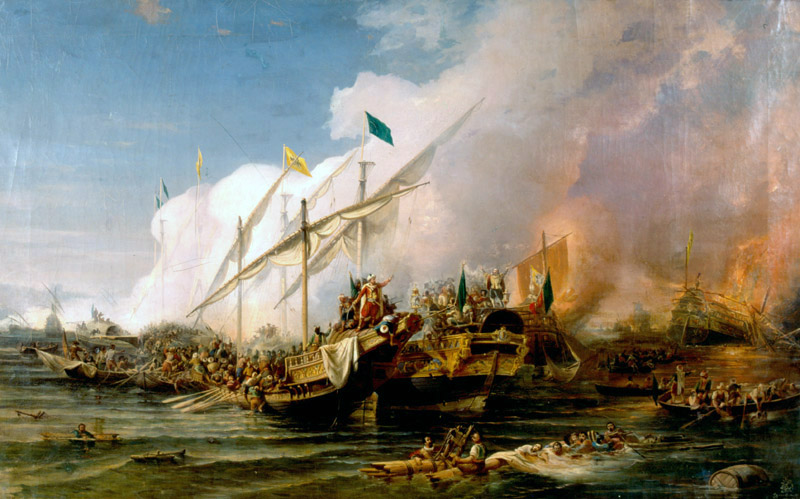
تصویری از نبرد پروزا که منجر به پیروزی عثمانی بر اتحادیه مسیحی (اسپانیا، پرتقال، فرانسه و ایتالیا) شد

او در جزیرهٔ مدلی (لسبوس در یونان امروزی) به‌دنیا آمد. نام اصلی او یعقوب‌اوغلو خضر بود و لقب «خیرالدین» را سلطان سلیمان عثمانی به او داد. زمانی که برادر بزرگ‌تر وی، ملقب به بابا عروج، در نبردی با اسپانیایی‌ها در الجزایر کشته شد این لقب به خضر رسید. ازآنجاکه نام بابا عروج در زبان‌های جنوب اروپا با واژهٔ بارباروسا (به معنی «ریش‌قرمز») مشابهت دارد و ازقضا ریش خیرالدین هم سرخ‌رنگ بود، لقب «بارباروسا» برای او ماند. در سال ۱۵۳۴ میلادی، عثمانیان به سرکردگی بارباروس خیرالدین پاشا تونس را اشغال کردند، ولی از سال ۱۵۹۱ حکومت محلی به‌گونه‌ای مستقل از استانبول عمل می‌کرد. وی در استانبول درگذشت.

## توضیحات
1. ↑  Yakupoğlu Hızır
2. ↑  Barbarossa